# Copa espanyola d'hoquei sobre patins masculina
|  | Aquest article és sobre la competició masculina. Per a la competició femenina, vegeu Copa espanyola d'hoquei sobre patins femenina |

La Copa espanyola d'hoquei sobre patins masculina, coneguda com a Copa del Rei d'hoquei sobre patins (en castellà: Copa de SM El Rey de hockey patines), és una competició esportiva de clubs espanyols d'hoquei sobre patins, creada la temporada 1944. De caràcter anual, està organitzada per la Reial Federació Espanyola de Patinatge. Hi participen els vuits millors equips classificats de la primera volta de l'OK Lliga, on els quatre primers són els caps de sèrie. Des de l'any 1999 disputen una fase final en una seu neutral, en format d'eliminació directa amb quarts de final, semifinal i final. L'equip guanyador és declarat campió de la competició. Històricament, l'equip campió disputava la Recopa d'Europa de la temporada següent. Amb la reorganització de les competicions europees, té dret a participar en la Lliga europea de la temporada següent així com a la Supercopa d'Espanya. Des de la seva creació fins al 1964 s'anomenà Campionat d'Espanya d'hoquei sobre patins i des de 1964 fins a la mort del dictador Francisco Franco, Copa del Generalísimo.
Històricament, els clubs catalans són els grans dominadors de la competició. Durant les primeres edicions el Reial Club Deportiu Espanyol, primer campió del torneig, guanyà deu títols durant les dècades dels quaranta i cinquanta. El Club Patí Voltregà (1960, 1965, 1969, 1974, 1977), el Reus Deportiu (1966, 1970, 1971, 1973) i el Club Patí Vilanova (1964, 1968, 1976) foren els equips doinadors durant les dècades de 1960 i 1970. Des de la dècada del 1980, el Futbol Club Barcelona es consolida com a nou dominador de la Copa, guanyant des d'aleshores amb vint-i-sis títols, rècord absolut de la competició. En el mateix perìode coincideix amb la irrupció del club gallec Hockey Club Liceo, que ha guanyat deu títols.

## Equips participants
La LXXX Copa del Rei se celebrà al Pavelló Joan Ortoll de Calafell, del 7 al 10 de març. Hi participaren vuit equips:
- Futbol Club Barcelona
- Parlem Calafell
- HC Sant Just
- Club Esportiu Noia Freixenet
- Igualada Rigat HC
- PAS Alcoi
- Reus Deportiu Virginias
- CP Voltregà Stern Motor

## Historial
| En negreta = Equip guanyador 1-1 = Marcador campió-subcampió (prò.) = Pròrroga / Gol d'or (pen.) = Penals (1) = Nombre de títols Nota: Noms dels equips segons l'època |

| Edició                                      | Temp.                                       | Data                                        | Campió                                                     | Resultat                                                   | Subcampió                                                  | Seu                                                        | refs                                        |
| Copa del Generalíssim d'hoquei sobre patins | Copa del Generalíssim d'hoquei sobre patins | Copa del Generalíssim d'hoquei sobre patins | Copa del Generalíssim d'hoquei sobre patins                | Copa del Generalíssim d'hoquei sobre patins                | Copa del Generalíssim d'hoquei sobre patins                | Copa del Generalíssim d'hoquei sobre patins                | Copa del Generalíssim d'hoquei sobre patins |
| ------------------------------------------- | ------------------------------------------- | ------------------------------------------- | ---------------------------------------------------------- | ---------------------------------------------------------- | ---------------------------------------------------------- | ---------------------------------------------------------- | ------------------------------------------- |
| I                                           | 1944                                        | 11-06-1944                                  | RCD Espanyol (1)                                           | 4-1                                                        | Cerdanyola CH                                              | Barcelona                                                  | [ 3 ]                                       |
| II                                          | 1945                                        | 01-04-1945                                  | UD Barcelona (1)                                           | 2-1                                                        | Girona CH                                                  | Reus                                                       | [ 4 ]                                       |
| III                                         | 1946                                        | 05-05-1946                                  | CN Reus Ploms (1)                                          | 6-3 (prò.)                                                 | RCD Espanyol                                               | Girona                                                     | [ 5 ]                                       |
| IV                                          | 1947                                        | 19-03-1947                                  | RCD Espanyol (1)                                           | 9-3                                                        | GEiEG Girona                                               | Barcelona                                                  | [ 6 ]                                       |
| V                                           | 1948                                        | 09-05-1948                                  | RCD Espanyol (2)                                           | 3-1                                                        | Club Patí                                                  | Reus                                                       | [ 7 ]                                       |
| VI                                          | 1949                                        |                                             | RCD Espanyol (3)                                           | lligueta                                                   | GEiEG Girona                                               | Barcelona                                                  | [ 8 ]                                       |
| VII                                         | 1950                                        | 02-04-1950                                  | CP Barcelona (1)                                           | 5-0                                                        | Reus Deportiu                                              | Sabadell                                                   | [ 9 ]                                       |
| VIII                                        | 1951                                        | 13-05-1951                                  | RCD Espanyol (4)                                           | 9-4 (prò.)                                                 | Reus Deportiu                                              | Barcelona                                                  | [ 10 ]                                      |
| IX                                          | 1952                                        |                                             | Reus Deportiu (1)                                          | 2-1                                                        | RCD Espanyol                                               | Barcelona                                                  |                                             |
| X                                           | 1953                                        |                                             | FC Barcelona (1)                                           | 2-1                                                        | RCD Espanyol                                               | Barcelona                                                  |                                             |
| XI                                          | 1954                                        |                                             | RCD Espanyol (5)                                           | 2-1                                                        | Reus Deportiu                                              | València                                                   |                                             |
| XII                                         | 1955                                        |                                             | RCD Espanyol (6)                                           | 2-1                                                        | FC Barcelona                                               | Madrid                                                     |                                             |
| XIII                                        | 1956                                        |                                             | RCD Espanyol (7)                                           | 2-1                                                        | FC Barcelona                                               | Barcelona                                                  |                                             |
| XIV                                         | 1957                                        |                                             | RCD Espanyol (8)                                           | 2-1                                                        | FC Barcelona                                               | Salamanca                                                  |                                             |
| XV                                          | 1958                                        |                                             | FC Barcelona (2)                                           | lligueta                                                   | RCD Espanyol                                               | Madrid                                                     |                                             |
| XVI                                         | 1959                                        |                                             | CF Arrahona (1)                                            | lligueta                                                   | CP Voltregà                                                | Sant Hipòlit de Voltregà                                   |                                             |
| XVII                                        | 1960                                        |                                             | CP Voltregà (1)                                            | lligueta                                                   | FC Barcelona                                               | Barcelona                                                  |                                             |
| XVIII                                       | 1961                                        |                                             | RCD Espanyol (9)                                           | lligueta                                                   | Igualada HC                                                | Salt                                                       |                                             |
| XIX                                         | 1962                                        |                                             | RCD Espanyol (10)                                          | lligueta                                                   | CP Voltregà                                                | Palma                                                      |                                             |
| XX                                          | 1963                                        |                                             | FC Barcelona (3)                                           | lligueta                                                   | CP Voltregà                                                | Cerdanyola del Vallès                                      |                                             |
| XXI                                         | 1964                                        |                                             | CP Vilanova (1)                                            | lligueta                                                   | CP Voltregà                                                | Estadi de Riazor, La Corunya                               | [ 11 ]                                      |
| XXII                                        | 1965                                        |                                             | CP Voltregà (2)                                            | 2-0                                                        | CF Arrahona                                                | Girona                                                     |                                             |
| XXIII                                       | 1966                                        |                                             | Reus Deportiu (2)                                          | 1-0                                                        | CP Vilanova                                                | Barcelona                                                  |                                             |
| XXIV                                        | 1967                                        |                                             | CH Mataró (1)                                              | 2-1                                                        | CP Vilanova                                                | Mataró                                                     |                                             |
| XXV                                         | 1968                                        |                                             | CP Vilanova (2)                                            | 2-1                                                        | CA Montemar                                                | Alacant                                                    |                                             |
| XXVI                                        | 1969                                        |                                             | CP Voltregà (3)                                            | 4-1                                                        | FC Barcelona                                               | Sant Carles de la Ràpita                                   |                                             |
| XXVII                                       | 1970                                        |                                             | Reus Deportiu (3)                                          | 5-1                                                        | CP Voltregà                                                | Barcelona                                                  |                                             |
| XXVIII                                      | 1971                                        |                                             | Reus Deportiu (4)                                          | 4-1                                                        | AA Noia                                                    | Barcelona                                                  |                                             |
| XXIX                                        | 1972                                        |                                             | FC Barcelona (4)                                           | 3-1                                                        | Reus Deportiu                                              | Sabadell                                                   |                                             |
| XXX                                         | 1973                                        |                                             | Reus Deportiu (5)                                          | 5-4                                                        | Cerdanyola CH                                              | Mieres                                                     |                                             |
| XXXI                                        | 1974                                        |                                             | CP Voltregà (4)                                            | 4-2                                                        | FC Barcelona                                               | Sevilla                                                    |                                             |
| XXXII                                       | 1975                                        |                                             | FC Barcelona (5)                                           | 3-1                                                        | CP Voltregà                                                | Sabadell                                                   |                                             |
| XXXIII                                      | 1976                                        |                                             | CP Vilanova (3)                                            | 5-5                                                        | CP Voltregà                                                | Alcoi                                                      |                                             |
| XXXIV                                       | 1977                                        |                                             | CP Voltregà (5)                                            | 7-2                                                        | FC Barcelona                                               | Múrcia                                                     |                                             |
| Copa del Rei d'hoquei sobre patins          |                                             |                                             |                                                            |                                                            |                                                            |                                                            |                                             |
| XXXV                                        | 1978                                        |                                             | FC Barcelona (6)                                           | 5-4                                                        | CP Voltregà                                                | Lloret de Mar                                              |                                             |
| XXXVI                                       | 1979                                        |                                             | FC Barcelona (7)                                           | 2-0                                                        | Reus Deportiu                                              | Alcobendas                                                 |                                             |
| XXXVII                                      | 1979-80                                     | 24-06-1980                                  | Cibeles Oviedo (1)                                         | 4-0                                                        | FC Barcelona                                               | Palau d'Esports, Salamanca                                 | [ 12 ]                                      |
| XXXVIII                                     | 1980-81                                     | 05-07-1981                                  | FC Barcelona (8)                                           | 4-2                                                        | Cibeles Oviedo                                             | Pavelló d'Esports de Vic                                   | [ 13 ]                                      |
| XXXIX                                       | 1981-82                                     | 18-07-1982                                  | HC Liceo (1)                                               | 8-5                                                        | Reus Deportiu                                              | Poliesportiu Francisco Laporta, Alcoi                      | [ 14 ]                                      |
| XL                                          | 1982-83                                     | 10-07-1983                                  | Reus Deportiu (6)                                          | 4-1                                                        | HC Liceo                                                   | Pabellón de Deportes, Santa Cruz de Tenerife               | [ 15 ]                                      |
| XLI                                         | 1983-84                                     | 08-07-1984                                  | HC Liceo (2)                                               | 4-2                                                        | FC Barcelona                                               | Pabellón de los Deportes, La Corunya                       | [ 16 ]                                      |
| XLII                                        | 1984-85                                     | 16-06-1985                                  | FC Barcelona (9)                                           | 7-0                                                        | HC Liceo                                                   | Palau dels Esports, Palma                                  | [ 17 ]                                      |
| XLIII                                       | 1985-86                                     | N/D                                         | FC Barcelona (10)                                          | 3-3 / 5-2                                                  | HC Liceo                                                   | La Corunya / Barcelona                                     | [ 18 ] [ 19 ]                               |
| XLIV                                        | 1986-87                                     | N/D                                         | FC Barcelona (11)                                          | 12-3 / 6-6                                                 | HC Liceo                                                   | Barcelona / La Corunya                                     | [ 20 ] [ 21 ]                               |
| XLV                                         | 1987-88                                     | 02-07-1988                                  | HC Liceo (3)                                               | no disputat                                                | AA Noia                                                    | Pabellón de los Deportes, Oviedo                           | [ 22 ]                                      |
| XLVI                                        | 1988-89                                     | N/D                                         | HC Liceo (4)                                               | 7-7 / 3-4                                                  | Igualada HC                                                | La Corunya / Igualada                                      | [ 23 ] [ 24 ]                               |
| XLVII                                       | 1989-90                                     | 04-03-1990                                  | Dominicos (1)                                              | 2-1                                                        | Reus Deportiu                                              | Pavelló d'Alcobendas                                       | [ 25 ]                                      |
| XLVIII                                      | 1990-91                                     | 16-06-1991                                  | HC Liceo (5)                                               | 5-1                                                        | CP Voltregà                                                | Palau d'Esports d'Oviedo                                   | [ 26 ]                                      |
| XLIX                                        | 1991-92                                     | 10-05-1992                                  | Igualada HC (1)                                            | 2-1                                                        | CP Voltregà                                                | Pavelló Municipal de Lloret de Mar                         | [ 27 ]                                      |
| L                                           | 1992-93                                     | 27-06-1993                                  | Igualada HC (2)                                            | 6-3                                                        | CP Voltregà                                                | Pavelló de Santa Isabel, Santiago                          | [ 28 ]                                      |
| LI                                          | 1993-94                                     | 17-07-1994                                  | FC Barcelona (12)                                          | 5-3                                                        | HC Liceo                                                   | Sant Sadurní d'Anoia                                       | [ 29 ]                                      |
| LII                                         | 1995                                        |                                             | HC Liceo (6)                                               | 5-2                                                        | CP Vic                                                     | Cerdanyola del Vallès                                      |                                             |
| LIII                                        | 1996                                        |                                             | HC Liceo (7)                                               | 5-4                                                        | Igualada HC                                                | Cerdanyola del Vallès                                      |                                             |
| LIV                                         | 1997                                        |                                             | HC Liceo (8)                                               | 9-3                                                        | Igualada HC                                                | Alcobendas                                                 |                                             |
| LV                                          | 1998                                        | 31-05-1998                                  | CE Noia (1)                                                | 3-3 (1-0, pen.)                                            | Igualada HC                                                | Pavelló d'Esports de Blanes                                | [ 30 ]                                      |
| LVI                                         | 1998-99                                     | 28-02-1999                                  | CP Vic (1)                                                 | 6-6 (1-0, pen.)                                            | Igualada HC                                                | Alcobendas                                                 | [ 31 ]                                      |
| LVII                                        | 1999-00                                     | 27-02-2000                                  | FC Barcelona (13)                                          | 3-3 (1-0, pen.)                                            | CP Voltregà                                                | Pavelló d'Esports de Blanes                                | [ 32 ]                                      |
| LVIII                                       | 2000-01                                     | 18-03-2001                                  | Blanes HC (1)                                              | 3-2                                                        | CP Voltregà                                                | Pavelló de l'Ateneu, Sant Sadurní d'Anoia                  | [ 33 ]                                      |
| LIX                                         | 2001-02                                     | 11-03-2002                                  | FC Barcelona (14)                                          | 3-1                                                        | Igualada HC                                                | Pavelló d'Esports de Vic                                   | [ 34 ]                                      |
| LX                                          | 2002-03                                     | 16-03-2003                                  | FC Barcelona (15)                                          | 2-0                                                        | CP Vic                                                     | Poliesportiu del Garraf, Vilanova i la Geltrú              | [ 35 ]                                      |
| LXI                                         | 2003-04                                     | 28-03-2004                                  | HC Liceo (9)                                               | 2-0                                                        | Igualada HC                                                | Palacio de Deportes de Chapín, Jerez                       | [ 36 ]                                      |
| LXII                                        | 2004-05                                     | 13-03-2005                                  | FC Barcelona (16)                                          | 2-0                                                        | CP Vic                                                     | Pavelló Olímpic Municipal de Reus                          | [ 37 ]                                      |
| LXIII                                       | 2005-06                                     | 12-03-2006                                  | Reus Deportiu (7)                                          | 3-2                                                        | FC Barcelona                                               | Pavelló d'Esports, Lloret de Mar                           |                                             |
| LXIV                                        | 2006-07                                     | 04-03-2007                                  | FC Barcelona (17)                                          | 3-1                                                        | Reus Deportiu                                              | Pavelló Francisco Laporta, Alcoi                           |                                             |
| LXV                                         | 2007-08                                     | 02-03-2008                                  | CE Noia (2)                                                | 2-2 (1-0, pen.)                                            | CP Vic                                                     | Pavelló Les Comes, Igualada                                |                                             |
| LXVI                                        | 2008-09                                     | 22-03-2009                                  | CP Vic (2)                                                 | 2-1                                                        | FC Barcelona                                               | Palacio de los Deportes de Riazor, La Corunya              |                                             |
| LXVII                                       | 2009-10                                     | 28-02-2010                                  | CP Vic (3)                                                 | 4-2                                                        | CP Vilanova                                                | Pavelló Les Casernes, Vilanova i la Geltrú                 |                                             |
| LXVIII                                      | 2010-11                                     | 27-02-2011                                  | FC Barcelona (18)                                          | 4-2                                                        | Reus Deportiu                                              | Ciutat Esportiva de Blanes                                 |                                             |
| LXIX                                        | 2011-12                                     | 04-03-2012                                  | FC Barcelona (19)                                          | 3-2                                                        | CE Noia                                                    | Poliesportiu del Garraf, Vilanova i la Geltrú              |                                             |
| LXX                                         | 2012-13                                     | 03-03-2013                                  | CE Vendrell (1)                                            | 4-3 (prò.)                                                 | Reus Deportiu                                              | Palau d'Esports d'Oviedo                                   |                                             |
| LXXI                                        | 2013-14                                     | 02-03-2014                                  | CE Vendrell (2)                                            | 6-3                                                        | FC Barcelona                                               | Pavelló Barris Nord, Lleida                                |                                             |
| LXXII                                       | 2014-15                                     | 01-03-2015                                  | CP Vic (4)                                                 | 2-1                                                        | FC Barcelona                                               | Ciutat Esportiva de Blanes                                 |                                             |
| LXXIII                                      | 2015-16                                     | 28-02-2016                                  | FC Barcelona (20)                                          | 4-1                                                        | CP Vic                                                     | Pavelló Olímpic Municipal de Reus                          | [ 38 ]                                      |
| LXXIV                                       | 2016/17                                     | 26-02-2017                                  | FC Barcelona (21)                                          | 4-3                                                        | Reus Deportiu                                              | Pavelló Amaya Valdemoro, Alcobendas                        |                                             |
| LXXV                                        | 2017-18                                     | 25-02-2018                                  | FC Barcelona (22)                                          | 2-1                                                        | HC Liceo                                                   | Pavelló d'Esports, Lloret de Mar                           |                                             |
| LXXVI                                       | 2018-19                                     | 24-02-2019                                  | FC Barcelona (23)                                          | 4-1                                                        | HC Liceo                                                   | Pavelló Olímpic Municipal de Reus                          |                                             |
| LXXVII                                      | 2019-20                                     | N/D                                         | Edició cancel·lada pel risc públic de contagi del COVID-19 | Edició cancel·lada pel risc públic de contagi del COVID-19 | Edició cancel·lada pel risc públic de contagi del COVID-19 | Edició cancel·lada pel risc públic de contagi del COVID-19 | [ 39 ]                                      |
| LXXVIII                                     | 2020-21                                     | 13-06-2021                                  | HC Liceo (10)                                              | 3-2                                                        | FC Barcelona                                               | Palau d'Esports de Riazor, La Corunya                      | [ 39 ] [ 40 ]                               |
| LXXIX                                       | 2021-22                                     | 08-05-2022                                  | FC Barcelona (24)                                          | 4-0                                                        | Reus Deportiu                                              | Pavelló Onze de Setembre, Lleida                           |                                             |
| LXXX                                        | 2022-23                                     | 05-03-2023                                  | FC Barcelona (25)                                          | 4-2                                                        | HC Liceo                                                   | Pavelló Joan Ortoll, Calafell                              | [ 41 ] [ 42 ]                               |
| LXXXI                                       | 2023-24                                     | 10-03-2024                                  | FC Barcelona (26)                                          | 6-0                                                        | HC Sant Just                                               | Pavelló Joan Ortoll, Calafell                              | [ 43 ]                                      |
| LXXXII                                      | 2024-25                                     | 09-03-2025                                  | Reus Deportiu (8)                                          | 5-4                                                        | CE Lleida Llista Blava                                     | Pavelló Joan Ortoll, Calafell                              | [ 44 ]                                      |

## Palmarès
| Equip                             | Campió | Subcampió | Finals | Anys campió | Anys subcampió |
| --------------------------------- | ------ | --------- | ------ | --- | --- |
| Futbol Club Barcelona             | 26     | 14        | 40     | 1952-53, 1957-58, 1962-63, 1971-72, 1974-75, 1977-78, 1978-79, 1980-81, 1984-85, 1985-86, 1986-87, 1993-94, 1999-00, 2001-02, 2002-03, 2004-05, 2006-07, 2010-11, 2011-12, 2015-16, 2016-17, 2017-18, 2018-19, 2021-22, 2022-23, 2023-24 | 1954-55, 1955-56, 1956-57, 1959-60, 1968-69, 1973-74, 1976-77, 1979-80, 1983-84, 2005-06, 2008-09, 2013-14, 2014-15, 2020-21 |
| Reial Club Deportiu Espanyol      | 11     | 4         | 17     | 1943-44, 1946-47, 1947-48, 1948-49, 1950-51, 1953-54, 1954-55, 1955-56, 1956-57, 1960-61, 1961-62 | 1945-46, 1951-52, 1952-53, 1957-58                                                                                           |
| Hockey Club Liceo                 | 10     | 8         | 18     | 1981-82, 1983-84, 1987-88, 1988-89, 1990-91, 1994-95, 1995-96, 1996-97, 2003-04, 2020-21 | 1982-83, 1984-85, 1985-86, 1986-87, 1993-94, 2017-18, 2018-19, 2022-23                                                       |
| Reus Deportiu                     | 8      | 12        | 20     | 1951-52, 1965-66, 1969-70, 1970-71, 1972-73, 1982-83, 2005-06, 2024-25 | 1949-50, 1950-51, 1953-54, 1971-72, 1978-79, 1981-82, 1989-90, 2006-07, 2010-11, 2012-13, 2016-17, 2021-22                   |
| Club Patí Voltregà                | 5      | 13        | 18     | 1959-60, 1964-65, 1968-69, 1973-74, 1976-77 | 1958-59, 1961-62, 1962-63, 1963-64, 1969-70, 1974-75, 1975-76, 1977-78, 1990-91, 1991-92, 1992-93, 1999-00, 2000-01          |
| Club Patí Vic                     | 4      | 5         | 9      | 1998-99, 2008-09, 2009-10, 2014-15 | 1994-95, 2002-03, 2004-05, 2007-08, 2015-16                                                                                  |
| Club Patí Vilanova                | 3      | 3         | 6      | 1963-64, 1967-68, 1975-76 | 1965-66, 1966-67, 2009-10 |
| Igualada Hoquei Club              | 2      | 8         | 10     | 1991-92, 1992-93 | 1960-61, 1988-89, 1995-96, 1996-97, 1997-98, 1998-99, 2001-02, 2003-04                                                       |
| Club Esportiu Noia                | 2      | 3         | 5      | 1997-98, 2007-08 | 1970-71, 1987-88, 2011-12 |
| Club d'Esports Vendrell           | 2      | 0         | 2      | 2012-13, 2013-14 | — |
| Club Patín Cibeles                | 1      | 1         | 2      | 1979-80 | 1980-81 |
| Unió Deportiva Barcelona          | 1      | 0         | 1      | 1944-45 | — |
| Club Natació Reus Ploms           | 1      | 0         | 1      | 1945-46 | — |
| Skating Hockey Club               | 1      | 1         | 2      | 1949-50 | 1947-48 |
| Handbol Arrahona                  | 1      | 1         | 2      | 1958-59 | 1964-65 |
| Club Hoquei Mataró                | 1      | 0         | 1      | 1966-67 | — |
| Club AA Dominicos                 | 1      | 0         | 1      | 1989-90 | — |
| Blanes Hoquei Club                | 1      | 0         | 1      | 2000-01 | — |
| GEiEG                             | 0      | 2         | 2      | — | 1946-47, 1948-49 |
| Cerdanyola Club Hoquei            | 0      | 2         | 2      | — | 1943-44, 1972-73 |
| Girona Club d'Hoquei              | 0      | 1         | 1      | — | 1944-45 |
| Club Atlético Montemar            | 0      | 1         | 1      | — | 1967-68 |
| Hoquei Club Sant Just             | 0      | 1         | 1      | — | 2023-24 |
| Club Esportiu Lleida Llista Blava | 0      | 1         | 1      | — | 2024-25 |